# Cratere Gutenberg
Gutenberg è un cratere lunare di 70,65 km situato nella parte sud-orientale della faccia visibile della Luna, lungo il confine occidentale del Mare Fecunditatis. A sudest è presente il cratere Goclenius e la coppia di crateri Magellano e Colombo.
Il bordo è consumato ed eroso, in particolare a est dove è interrotto dal cratere 'Gutenberg E'. Il bordo di quest'ultimo presenta a sua volta delle discontinuità nei lati sudest e sudovest, che formano un passaggio verso il mare ad est.
La superficie interna dei crateri Gutenberg e Gutenberg E sono stati inondati dalla lava, che ha lasciato un'area relativamente piana. Essa è interrotta a nordest da una coppia di crepacci che costituiscono una parte delle Rimae Goclenius. Il picco centrale è formato da un insieme semicircolare di colline.
Il cratere è dedicato all'inventore tedesco Johannes Gutenberg. 

## Crateri correlati
Alcuni crateri minori situati in prossimità di Gutenberg sono convenzionalmente identificati, sulle mappe lunari, attraverso una lettera associata al nome.
| Gutenberg | Coordinate            | Diametro (in km) |
| --------- | --------------------- | ---------------- |
| A         | 9°01′48″S 39°54′36″E  | 14,8             |
| B         | 9°07′12″S 38°19′12″E  | 14,19            |
| C         | 10°02′24″S 41°07′48″E | 45,21            |
| D         | 10°59′24″S 42°50′24″E | 20,07            |
| E         | 8°13′12″S 42°25′12″E  | 28,19            |
| F         | 10°13′48″S 42°36′36″E | 7,17             |
| G         | 6°03′00″S 40°02′24″E  | 30,64            |
| H         | 6°45′00″S 39°03′36″E  | 4,77             |
| K         | 7°18′00″S 40°49′12″E  | 5,64             |